# Karmelitinnenkloster Vals
Das Karmelitinnenkloster Vals ist ein Kloster der Karmelitinnen in Vals-près-le-Puy, Département Haute-Loire, im Bistum Le Puy-en-Velay in Frankreich.

## Geschichte
Durch das Zusammenwirken des Leiters des Jesuiten-Scholastikats in Vals mit Bischof Joseph-Auguste-Victorin de Morlhon von Le Puy und dem 1836 gegründeten Karmelitinnenkloster Tulle kam es 1860, im Jahr der Errichtung der 23 Meter hohen Statue „Notre-Dame de France“, in Le Puy zur Gründung eines Karmelitinnenklosters. Die Schwestern, die zuerst behelfsmäßig wohnten, konnten 1870 in das neu gebaute Kloster umziehen. Da sie dort im Lärm der modernen Stadt nicht mehr die nötige kontemplative Ruhe fanden, errichteten sie moderne Klostergebäude auf einer Anhöhe in der Nachbarstadt Vals-près-le-Puy (48, Route du Carmel) und zogen 1970 um. Die derzeit 11 Nonnen leben vornehmlich von Stickereiarbeiten.